# Rhipicephalus gertrudae
Rhipicephalus gertrudae är en fästingart som beskrevs av Feldman-Muhsam 1960. Rhipicephalus gertrudae ingår i släktet Rhipicephalus och familjen hårda fästingar. Inga underarter finns listade i Catalogue of Life.